# Holger Höglund
Holger Wilhelm Höglund, född 31 maj 1906 i Oscars församling, Stockholm, död 23 mars 1965 i Spånga församling, Stockholm, var svensk skådespelare och manusförfattare.

## Biografi
Höglund var en av de skådespelare som medverkade i den allra första Casinorevyn 1941. Han bildade tillsammans med Gus Dahlström komikerparet "Bror min å ja". Senare bytte duon namn till "Gus & Holger". Han engagerades 1947–1951 vid Scalarevyn och spelade revy med Karl Gerhard 1958. Han filmdebuterade i Ivar Johanssons Ta hand om Ulla 1942 och medverkade i drygt 25 filmproduktioner, varav fem stycken som 87:an Axelsson i filmerna om 91:an Karlsson.

## Filmografi i urval
- 1942 – Ta hand om Ulla
- 1943 – I mörkaste Småland
- 1944 – Fattiga riddare
- 1945 – Jagad
- 1945 – Rattens musketörer
- 1946 – 91:an Karlsson. "Hela Sveriges lilla beväringsman"
- 1946 – Kärlek och störtlopp
- 1946 – Kris
- 1947 – 91:an Karlssons permis
- 1947 – Kronblom
- 1949 – Bohus Bataljon
- 1950 – Påhittiga Johansson
- 1950 – Stjärnsmäll i Frukostklubben
- 1951 – 91 Karlssons bravader
- 1951 – Det var en gång en sjöman
- 1952 – Oppåt med Gröna Hissen
- 1952 – Snurren direkt
- 1953 – Alla tiders 91 Karlsson
- 1953 – Bror min och jag
- 1954 – Skrattbomben
- 1956 – Johan på Snippen
- 1956 – Åsa-Nisse flyger i luften
- 1957 – Johan på Snippen tar hem spelet
- 1959 – 91:an Karlsson muckar (tror han)
- 1959 – Enslingen i blåsväder
- 1962 – Vi fixar allt
- 1963 – Tre dar i buren

### Filmmanus
- 1953 – Bror min och jag
- 1953 – Åsa-Nisse på semester

## Teater

### Roller (ej komplett)
| År   | Roll                                       | Produktion                                                    | Regi                         | Teater                        |
| ---- | ------------------------------------------ | ------------------------------------------------------------- | ---------------------------- | ----------------------------- |
| 1941 | Medverkande                                | Hör oss, Klara, revy Stig Bergendorff och Gösta Bernhard      | Inga Hodell                  | Casinoteatern                 |
| 1942 | Medverkande                                | Handen på hjärtat, revy Stig Bergendorff och Gösta Bernhard   | Inga Hodell                  | Casinoteatern                 |
| 1942 | Medverkande                                | Välj Klara!, revy Stig Bergendorff och Gösta Bernhard         | Inga Hodell                  | Casinoteatern                 |
| 1943 | Medverkande                                | Kom i kostym, revy Stig Bergendorff och Gösta Bernhard        | Inga Hodell                  | Casinoteatern                 |
| 1943 | Medverkande                                | Sista skriket, revy Stig Bergendorff och Gösta Bernhard       | Inga Hodell                  | Casinoteatern                 |
| 1944 | Medverkande                                | Tjugo svarta fötter, revy Stig Bergendorff och Gösta Bernhard | Gösta Terserus               | Casinoteatern                 |
| 1945 | Medverkande                                | Galopperande hickan, revy Stig Bergendorff och Gösta Bernhard | Gösta Terserus               | Casinoteatern                 |
| 1950 | Medverkande                                | Komik på liten gata, revy Nils Perne och Sven Paddock         | Sven Paddock                 | Scalateatern                  |
| 1951 | Medverkande                                | Drömtolvan, revy Stig Bergendorff och Gösta Bernhard          | Gösta Terserus               | Casinoteatern                 |
| 1952 | Medverkande                                | Anderssons sagor, revy Stig Bergendorff och Gösta Bernhard    | Gösta Terserus               | Casinoteatern                 |
| 1953 | Medverkande                                | Operation knätofs, revy Stig Bergendorff och Gösta Bernhard   | Gösta Bernhard               | Casinoteatern                 |
| 1954 | Medverkande                                | Sista skriket 54, revy Stig Bergendorff och Gösta Bernhard    | Gösta Bernhard               | Casinoteatern                 |
| 1955 | Medverkande                                | C:55, revy Stig Bergendorff och Gösta Bernhard                | Gösta Bernhard               | Casinoteatern                 |
| 1956 | Medverkande                                | Pst!, revy Stig Bergendorff och Gösta Bernhard                | Gösta Bernhard               | Blancheteatern                |
| 1957 |                                            | Klart annorlunda, revy Gösta Bernhard och Stig Bergendorff    | Gösta Bernhard               | Blancheteatern                |
| 1958 | Medverkande                                | ABC-Revyn 1958 Stig Bergendorff och Gösta Bernhard            | Gösta Bernhard               | Folkparksturné/ Casinoteatern |
| 1959 | Hades Plutolin, kontrollör vid tunnelbanan | Orfeus Nilsson, revy Gösta Bernhard och Stig Bergendorff      | Gösta Bernhard Olof Thunberg | Blancheteatern                |
| 1961 | Medverkande                                | Crazy på burk, revy Stig Bergendorff och Gösta Bernhard       | Gösta Bernhard               | Casinoteatern                 |
| 1961 | Medverkande                                | TV-revyn 16 tummar, revy Stig Bergendorff och Gösta Bernhard  | Gösta Bernhard Sven Paddock  | Casinoteatern                 |
| 1964 |                                            | Den stora effekten Robert Dhery                               | Stig Ossian Eriksson         | Idéonteatern                  |
| 1965 | Telefonreparatören                         | Barfota i parken Neil Simon                                   | Per Gerhard                  | Vasateatern                   |